# Patrick Niessen
Pour les articles homonymes, voir Niessen.
Patrick Niessen, né le 12 juin 1965 à Leut, section de Maasmechelen, commune néerlandophone, est un joueur belge de billard français, spécialisé dans les jeux de série, qui évolue dans les équipes de Maaslandse Biljart Academie, Douarnenez Valdys - JD Billard et Etikon Team Nederland. Il fait partie des meilleurs joueurs en Europe aux jeux de série.

## Biographie
Patrick Niessen possède l'un des plus beaux palmarès du billard français au niveau européen avec 11 titres de champion d'Europe.

## Palmarès

### Championnat d'Europe
Patrick Niessen emporte 11 titres de champion d'Europe :
- Championnat d'Europe de billard carambole cadre 71/2 : 2001, 2002, 2004 et 2005
- Championnat d'Europe de billard carambole partie libre : 2000
- Par équipes de club : 2009, 2010, 2011, 2012, 2013 et 2014

### Championnat de Belgique
Il est champion de Belgique à 32 reprises :
- Partie Libre : 8
- Cadre 47/2 : 13
- Cadre 71/2 : 7
- Cadre 47/1 : 4

### Autres victoires
Il remporte 3 Classic Masters Trophy